# Мервинецька сільська рада
| Мервинецька сільська рада — колишній орган місцевого самоврядування у Могилів-Подільському районі Вінницької області з адміністративним центром у с. Мервинці. Сільській раді підпорядковані населені пункти: - с. Мервинці - с. Новомикільськ |

## Склад ради
Рада складалася з 12 депутатів та голови.

## Керівний склад сільської ради
| ПІБ                             | Основні відомості                                                                      | Дата обрання | Дата звільнення |
| ------------------------------- | -------------------------------------------------------------------------------------- | ------------ | --------------- |
| Стратійчук Валентина Михайлівна | Сільський голова, 1967 року народження, освіта, Всеукраїнське об'єднання «Батьківщина» | 26.03.2006   | 31.10.2010      |
| Дідур Павло Володимирович       | Сільський голова, 1961 року народження, освіта вища, безпартійний                      | 31.10.2010   |                 |

Примітка: таблиця складена за даними джерела